# Biribi (film)
Pour les articles homonymes, voir Biribi.
Pour plus de détails, voir Fiche technique et Distribution.
Biribi est un film franco-tunisien réalisé par Daniel Moosmann en 1970 et sorti en 1971.

## Synopsis
En 1883, orphelin et sans amis, Jean Froissard s'engage dans l'armée française. Ne pouvant supporter la discipline, il est traduit au bout d'une année devant un conseil de guerre. Il est condamné à passer cinq ans dans les bataillons disciplinaires d'Afrique du Nord, que le langage populaire désigne sous le nom de « Biribi ». Là, il doit subir les vexations, injustices et mauvais traitements infligés par les officiers.

## Fiche technique
- Titre : Biribi
- Réalisation : Daniel Moosmann
- Scénario : Didier Kaminka, Daniel Moosmann et Alain Morineau, d'après le roman de Georges Darien
- Dialogues : Daniel Moosmann
- Photographie : Roland Dantigny
- Son : Jacques-René Saurel
- Musique : Míkis Theodorákis (chansons interprétées par Marcel Mouloudji)
- Montage : Éric Pluet
- Décors : Michel de Brouin
- Production : Mog Films - Société anonyme tunisienne de production et d'expansion cinématographique (Tunis)
- Pays de production :  France -  Tunisie
- Format : couleur (Eastmancolor)
- Distribution : Films Fernand Rivers
- Durée : 100 minutes
- Date de sortie : France - 2 juin 1971

## Distribution
- Bruno Cremer : Le capitaine
- Georges Géret : Craponi
- Pierre Vaneck : Ponchard
- Michel Tureau : Jean Froissard
- Georges Poujouly
- Philippe Ogouz
- Jean-Pierre Aumont
- Henry Djanik